# هنري لي الثالث

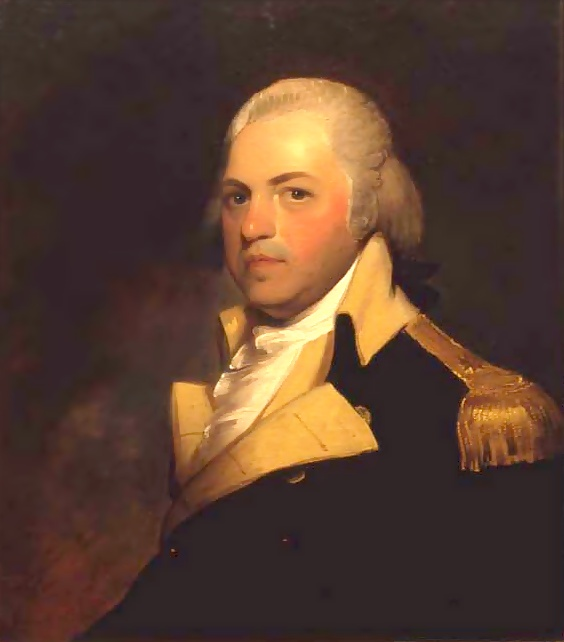
هنري لي الثالث

هنري الثالث (29 يناير 1756-25 مارس 1818) والملقب بلايت هورس هاري (Light-Horse Harry) كان ضابط في سلاح الفرسان في الجيش القاري خلال الثورة الأمريكية. وكان هو محافظ فرجينيا وعضو الكونغرس الأمريكي, وأيضا كما كان أب جنرال الحرب الأهلية الأمريكية روبرت إدوارد لي.
ولد هنري في منطقة قرب دامفريز في فرجينيا، وتخرج من جامعة نيو جيرسي التي أصبحت الآن جامعة برينستون، وبدأ حملته العسكرية بعد حرب الاستقلال وفي عام 1778 قاد عدة فرق من الخيالة وحقق بها انتصارات عديدة وهي ما أعطاه لقبه، وكذلك غارته على باولوس هوك يوم 19 أغسطس 1779 حيث أكسبته احترام جورج واشنطن، تمت ترقيته كمقدم وقاد كتيبة فرسان في الجنوب أعوام 1780 – 81 فازداد شهرة.
بعد الحرب خدم في اللجنة التشريعية لفرجينيا (1785 – 88، 1789 – 1891) وصوت لإقرار الدستور الفدرالي في اجتماع فرجينيا عام 1788، وأصبح حاكم الولاية بين أعوام 1791 – 94، وبعدها تعطلت مسيرته السياسية حيث استدعي لقيادة الجيش الذي قمع تمرد الويسكي.
من أعوام 1799 – 1801 أصبح عضوا في مجلس النواب، وفي عام 1808 أصبح متورطا في عمليات مضاربة على الأراضي وسجن مرين بسبب ديونه، وفي عام 1812 أصيب بعد أحداث شغب حدثت في بالتيمور عندما كان يدافع عن حرر صحيفة معارضة للحرب، وفي السنة التالية ذب لجزر الهند الغربية بعد اعتلال صحته (ويقال لكي يهرب من دائنيه)، ومات في طريق العودة في جزيرة كمبرلاند في جورجيا.
كتب لي مذكراته عن الحرب في جنوب الولايات المتحدة، ونشر عام 1812 وطبع مجددا عام 1869 مع مخططات لأبنائه روبرت وتوماس، وكذلك كتب أ. بويد سيرة عنه اسمها لايتهورس هاري لي عام 1931.

## السيرة الشخصية

### النشأة وعائلته
ولد لي الثالث في مزرعة ليسيلفانيا في مقاطعة برينس ويليام في مستعمرة فرجينيا وكان والده هنري لي الثاني (1787-1730) ووالدته لوسي جريس. تخرج من كلية نيو جيرسي في عام 1773 وزاول بعد تخرجه مهنته القانونية.

### مهنته العسكرية
تقلد هنري لي الثاني منصب النقيب في مفرزة فرسان فيرجينيا، ورُقي بعد ذلك إلى رتبة وقاد فيلق الفرسان والمشاة الذي يُعرف بـ فيلق لي ما مكنه من اكتساب سمعة كبيرة باعتباره قائد متمكن.
قدم فيلق لي مهمات عديدة لم تقتصر فقط على المعارك الكبرى ولكنها شاركت في الاستخبارات والمراقبة وتعطيل طرق امدادات العدو وتنظيم الحملات خلف خطوط العدو، قاد لي مفرزة في غارة على حصن بريطاني، وبلغت ذروتها في معركة باولوس هوك في نيوجيرسي وقتل فيها 50 جنديًا بريطانيًا واعتقل 185 غيرهم.
حصل لي على عدة ألقاب خلال الفترة التي قضاها في قيادة الفيلق والتي كانت تمدح فروسيته، وصوت الكونجرس في عام 1779 على منحه الميدالية الذهبية تكريمًا له على أعمال الفيلق خلال معركة باولوس هوك.

### عائلته
تزوج هنري لي الثاني من ابنة عمه ماتيلدا لودويل لي ابنة فيليب لودويل لي وإليزابيث ستيبتو والتي عُرفت بـ ماتيلدا الإلهية وأنجبت ماتيلدا ثلاثة أبناء قبل وفاتها في عام 1790 وهم:
- فيليب لودويل لي (1784-1794).
- لوسي جريس لي (1786–1860).
- هنري لي الرابع (1787-1837).

تزوج هنري لي الثاني في عام 1793 مرة ثانية مع الثرية آن هيل كارتر (1773-1829) ابنة كلًا من تشارلز كارتر وآن بتلر مور، وأنجبت آن زوجة هنري لي الثانية ستة أبناء:
- ألجرنون سيدني لي (1795-1796).
- تشارلز كارتر لي (1798-1871).
- آن كينلوش لي (1800-1864).
- سيدني سميث لي (1802-1869).
- روبرت إدوارد لي (1807-1870) وهو الطفل الخامس لهنري وآن الذي شغل منصب رئيس الكونفدرالية أثناء الحرب الأهلية الأمريكية.
- ميلدريد لي (1811-1856).

### حياته الحديثة
عاش هنري لي مع عائلته في ستراتفورد هول وحاول دون جدوى إدارة مزرعته بعد تقاعده من الخدمة العامة في عام 1801، ومر بأزمات مالية عديدة أهمها في عام 1796 أفلس في عام 1809 وقضى عامًا في سجن مونتروس بولاية فيرجينيا وبعد أن أُطلق سراحه نقل لي عائلته إلى ألكسندريا في ولاية فيرجينيا.

## روابط خارجية
- هنري لي الثالث على موقع الموسوعة البريطانية (الإنجليزية)